# 赤ちゃんのホスト
『赤ちゃんのホスト』（あかちゃんのホスト）は、丘上あいによる日本の漫画。認可外の保育園で唯一保育士の資格を持つ専門学校の卒業生と、元ホストで父親の縁で園長として保育園に勤務することになった2人を中心に、預けられた児童、その両親、認可外・認可の保育施設問題と向き合う日々を描く。『BE・LOVE』（講談社）にて、2013年第9号から2016年第16号にわたって連載、「BE・LOVE KC」レーベルより単行本収録された。全45話、全9巻。単行本最終巻やインタビューでは、作者丘上自身が保育に関連した経歴の持ち主であることが本人により語られた。

## あらすじ
自身の出身でもある認可外保育園「おひさま保育園」を以後勤務する保育士として訪れた新名楓は、出迎えた清水から、世話になっていた園長の死を知る。園長の死に悲しみに暮れながらも、さし迫る運営の危機に2人で悩むことになった。その中を1人の男がおひさま保育園を訪れる。男は園長の息子で、父親から園長をやれとの遺言に来たのだという。男は、ホストの仕事に就いていたこともあり、保育に関する知識も資格も保有していなかったが、親の遺言と無資格でもなれる点から、園長をつとめる点に問題はなかった。新名は、男の経歴に呆れながらも、実務面は清水に任せて、新名自身は認可外保育園に1人いれば良い保育士として、男は形だけの園長として役割を割り振り、渋々承知した。
役割が決まった後、児童と共に眠る男に呆れながらも清水の助言に渋々様子を見ることにした。ある時、保育に焦る新名を男が諫めた。新名は、突然の諌めに納得できず憤慨するものの、後で諌められた通りの事態が発生した。新名は男の可能性を信じることにした。

## 登場人物

### おひさま保育園関係者
新名楓（にいな かえで）
4年制の専門学校を卒業し、東京の保育士のいなくなったおひさま保育園で唯一の資格保持者としておひさま保育園に勤務する。初登場時初登場時22、劇中経過23。金田からは「ニーナ」と呼ばれている．本業でもある保育事業には、ひたむきな一方、他はどんぶり勘定で物事の判断を行う世間知らず。元ホストの金田からは、この点をからかわれている。「オバタリアン」という言葉を知らない。
金田太郎（かねだ たろう）
1986年（昭和61年）1月25日生まれ。先代にして園長の息子。年齢は初登場時28、劇中経過29。2004年、18で父親を嫌い家を出てからはナイトクラブ「Barletos」でホストをしていた。父親の急死で帰宅、血縁と保育に関する資格が無資格でもつとまることから、父親の後を継いで園長になる。ホスト時代の源氏名は「飛影」（ひえい）。勤務していた当時、一夜に1,000万を差し出す上客を持ち、同僚からも信頼され、慕われる1位のホストだった。おひさま保育園園長になってからはホスト時代の稼ぎをもっておひさま保育園を資金援助、ホスト時代の仲間とも交流を続けている。
次郎（じろう）
金田のホスト時代の後輩。ホスト時代、自らは動かず聞き役に徹していて、同僚や客からはホスト業界用語でもある「地蔵」と呼ばれていた。その一方で、自ら動かない側としての人気があった。ホスト勤務の傍ら、家庭の都合で医療関係を目指し、親への反抗から看護師の資格を取得した。看護師は保育士の保育士に関する資格がなくとも保育園の仕事に参加できるところから、看護師と保育士を兼ねた人手の確保として金田に声をかけられる。保育園に勤務してからは新名を巡って新名の金田への想いに気付かない金田と衝突する。
清水広恵（しみず ひろえ）
園長の死後。新名がおひさま保育園へ来るまで1人でおひさま保育園の切り盛りをしていた。新名、金田加入後は先代園長からの業務経験者として新名、金田を補佐する。雇用形態は、冒頭時点でパート。金田からは「シミー」と呼ばれている。おひさま保育園にくるまでは26の時、ケーキ屋の会社で営業本部に勤務する社員だったが後に退職。ケーキ屋の店長と共に保育園を運営していた。しばらくしておひさま保育園への勤務から一時退職したが10年後復職。一時退職してからの10年間の経緯は明かされなかった。次郎がおひさま保育園へ看護師として勤務する際の金田と次郎のやり取りから『南極物語』を連想した。
岩倉智晴（いわくら ちはる）
おひさま保育園へ新しく入ってきた保育士。金田は、求人応募の電話を取り次いだ次郎から、読みを「いわくら ともはる」、年齢は22と聞かされていた。考え事をするとき、表情が怖くなる。巨乳。児童の扱いに長けている。

### 児童と親
丸山大地（まるやま だいち）
1歳。まだおしゃぶりが取れず、立てない。特に騒動を起こすこともなく卒園した。
丸山の母
1番手に丸山を預け、迎えが最も遅い。
今村瑠偉人（いまむら るいと）
2歳。悠馬が入園するまでの間、男児最年長。両親の仲に敏感。七夕の短冊には「山手線」に関する願い事を書いた。
今村の母
兼業主婦。結婚前、金田がホスト時代、「レイコ」と呼んでいた常連客だった。以後も金田や新名からも「レイコ」と呼ばれている。20の時妊娠し、できちゃった結婚をしている。母となり、金田にとって保護者の1人となってからも、金田のことは「飛影」と呼んでいる。
林ヒナ（はやし ヒナ）
2歳。「パワースプラッシュめるる」のファン。2歳児にしては言葉の覚えが悪い。
林琢磨（はやし たくま）
ヒナの兄。金田に容姿をおだてられた母親からによると、林には15になる兄がいる。
林の母
2児の母ながら美人。金田のホスト出自には驚いてみせた。
座間栞（ざま しおり）
母冴子に比べ、おとなしい。母の身を察し、自分で起きたり、1人で出歩いたりする。
座間冴子（ざま さえこ）
座間の母。印象の悪い金田からは名字にかけた「ザマス」と呼ばれている。夫は国税局に勤務。おひさま保育園が認可外の保育園であることや金田の印象から、おひさま保育園に預けることに否定的で、一時的な預かりとして座間を預ける。自身の育ち方と座間の育児、同期との比較から酒への依存が絶えない。
石田睦（いしだ むつみ）
4歳。家の事情からひまわり保育園に預けられる。
石田の母
田舎から嫁いできた。夫の帰りが遅く、経済的事情から石田を保育園に預けることもためらい、板挟みにあう。
苫理紅良々（とまり くらら）
5歳。祖父がフランス人のクォーター。ませているため、金田のあやしをかわし、金田とは相性が悪い。小学生になると同時におひさま幼稚園を卒園する。
苫理の母
今村の母からは専業主婦の疑惑をかけられる。夫は帰りが遅く、時間的な余裕がある。自身の苦労した経験から苫理への弁当作りに思い入れがある。
苫理の父
苫理の卒園式にのみ登場。妻と娘とは容姿が似ていない。
坂井賢太（さかい けんた）
8ヵ月。まだ立てない。
坂井孝宏（さかい たかひろ）
坂井の父親。仕事にかまけ、育児に無関心。反面、妻を巡っての義母の追求には良き夫を演じた。
坂井美恵子（さかい みえこ）
賢太の母。林家とは、共同住宅の隣同士。家庭を顧みない夫と壁の薄い共同住宅で隣の住人に怯えつつ「育児ノイローゼ」や「夜泣き」を検索ワードにかけてネットで調べ物をするほど育児に悩んでいる。
松坂ヒナタ（まつざか ヒナタ）
5歳。礼儀正しく、新名に優しく、年下男児の面倒をみる。
松坂の父
裕子と離婚後、男手一つで松坂を育てた。松坂が短冊に書いた内容に絶句する。
裕子（ゆうこ）
松坂の母。離婚後、母の看病から、改めて松坂と夫への別れを決意する。離婚前後の姓は不明。
悠馬（ゆうま）
4歳。今村より凶暴。母親と胸の大きな岩倉の注意には素直に話を聞いた。
悠香（ゆか）
悠馬の妹。5ヵ月。

### その他
康子（やすこ）
おひさま保育園の近くにある喫茶店でママをしている。清水とは、康子が25の時ケーキ屋で販売のバイトをしている際に視察にきていた営業本部社員の仲。視察にくる清水と打ち明けてからは清水に「やっちゃん」と呼ばれる仲になる。
翔（しょう）
小学校に入学した苫理が連れてきたクラスメイト。親が離婚している。
香織（かおり）
岩倉の同僚。岩倉とは、じゃれ合いの一環として胸を触らせてくれる仲。
真一（しんいち）
岩倉の恋人。岩倉と共に保育士を目指している。
沢田（さわだ）
新名が13の時に接した教師の1人。新名によると金田の父親と面影が似ている。
裕美（ゆみ）
新名の親友。認可園につとめる。認可外のおひさま保育園につとめる新名をからかいながらも、自身がつとめる認定園の現実にノイローゼ気味になっている。
柏木（かしわぎ）
先代園長の悪友。康子を高島礼子似と評している。しばらく海外にいたが先代園長の墓参りに帰ってきた。

## 書誌情報
- 丘上あい『赤ちゃんのホスト』講談社〈BE・LOVE KC〉、全9巻
  1. 2013年8月12日第1刷発行（2013年8月12日発売[4]）、ISBN 978-4-06-380395-2
  2. 2014年5月13日第1刷発行（2014年5月13日発売[5]）、ISBN 978-4-06-380428-7
  3. 2014年11月13日第1刷発行（2014年11月13日発売[6]）、ISBN 978-4-06-380448-5
  4. 2015年4月13日第1刷発行（2015年4月13日発売[7]）、ISBN 978-4-06-380464-5
  5. 2015年9月11日第1刷発行（2015年9月13日発売[8]）、ISBN 978-4-06-380480-5
  6. 2016年1月13日第1刷発行（2016年1月13日発売[9]）、ISBN 978-4-06-380489-8
  7. 2016年6月13日第1刷発行（2016年6月13日発売[10]）、ISBN 978-4-06-394509-6
  8. 2016年9月13日第1刷発行（2016年9月13日発売[11]）、ISBN 978-4-06-394517-1
  9. 2016年10月13日第1刷発行（2016年10月13日発売[12]）、ISBN 978-4-06-394521-8